# ديفيد وارد كينغ
ديفيد وارد كينغ (بالإنجليزية: David Ward King)‏ هو مخترِع أمريكي، ولد في 27 أكتوبر 1857 في سبرينغفيلد في الولايات المتحدة، وتوفي في 9 فبراير 1920.